# Ecce homo. Cómo se llega a ser lo que se es
Ecce homo. Cómo se llega a ser lo que se es (alemán: Ecce homo. Wie man wird, was man ist, 1888) es uno de los últimos libros del filósofo alemán Friedrich Nietzsche y está considerado como uno de los más agudos y desesperados retratos autobiográficos de la literatura moderna.
En él, Nietzsche, casi al borde de la crisis que le llevará a ser internado en un hospital psiquiátrico, pretende realizar un último intento por dar a conocer su filosofía, presentándose a sí mismo como autor de las obras que, según él, cambiarían la historia del pensamiento y quizá el curso de la Historia misma. El filósofo alemán se descubre a sí mismo como portador y emblema del valor dicotómico que distingue su filosofía: describe y relee toda su vida bajo la feliz óptica de lo dionisiaco. En este sentido, terminará su autobiografía con una pregunta: "¿Cristo o Dioniso?", identificando al cristianismo con la negación extrema de los valores vitales postulados por él en su concepción del Übermensch (superhombre o suprahombre).
Nietzsche en una parte de la obra, se declara mensajero del Apocalipsis, que define como una guerra espiritual entre la mentira milenaria, cristianismo, y la verdad eterna, la voluntad de poder o simplemente voluntad, y que según Nietzsche, influido por Schopenhauer, es el grado de espíritu más alto. Afirma que llegada esa hora primero sucederían guerras como nunca antes vistas en la tierra y terremotos y espasmos que destruirían todas las instituciones de poder que para él es la burocracia cristiana.
Nietzsche, cita en este libro:

 "Por qué soy yo un destino"

1
Yo contradigo como jamás se ha contradicho y soy, a pesar de ello, la antítesis de un espíritu que dice no. Yo soy un alegre mensajero como no ha habido ningún otro, conozco tareas tan elevadas que hasta ahora faltaba el concepto para comprenderlas; sólo a partir de mí existen de nuevo esperanzas. A pesar de todo esto, yo soy también, necesariamente, el hombre de la fatalidad. Pues cuando la verdad entable lucha con la mentira de milenios tendremos conmociones, un espasmo de terremotos, un desplazamiento de montañas y valles como nunca se había soñado. El concepto de política queda entonces totalmente absorbido en una guerra de los espíritus, todas las formaciones de poder de la vieja sociedad saltan por el aire; todas ellas se basan en la mentira: habrá guerras como jamás las ha habido en la Tierra. Sólo a partir de mí existe en la Tierra la gran política.

2

¿Se quiere una fórmula de un destino como ése, que se hace hombre? Se encuentra en mi Zaratustra.

Ecce homo es quizá uno de los intentos más conscientemente escandalosos y provocadores de toda la obra de Nietzsche, quien con sus hipérboles buscaba desquiciar el puritanismo creciente de la mentalidad europea de aquel periodo. Este libro contó entre sus admiradores al mismo Sigmund Freud, que animó a sus colegas, en una de las reuniones de la recién nacida Sociedad de Psicología, a no pasarlo por alto y a considerar la profunda e impresionante lucidez que emana de la obra.

## Comentario de referencia en alemán
Andreas Urs Sommer, Kommentar zu Nietzsches Der Antichrist. Ecce homo. Dionysos-Dithyramben. Nietzsche contra Wagner (= Heidelberger Akademie der Wissenschaften (Hg.): Historischer und kritischer Kommentar zu Friedrich Nietzsches Werken, vol. 6/2). XXI + 921 páginas. Berlin / Boston: Walter de Gruyter 2013. (ISBN 978-3-11-029277-0)